# Anders Askeblad
Anders Askeblad, född 24 december 1711 i Slaka socken, död 6 april 1772 i Ekebyborna socken, var en svensk präst i Ekebyborna församling. 

## Biografi
Anders Askeblad föddes 24 december 1711 på Aska i Slaka socken. Han var son till bonden Jon Gudmundsson och Kerstin Månsdotter. Askeblad studerade i Linköping och blev höstterminen 1834 student vid Uppsala universitet. Han prästvigdes 9 juli 1740 och blev 1750 komminister i Asks församling, Ekebyborna pastorat. Askeblad tog pastoralexamen 14 maj 1764 och blev kyrkoherde 4 september 1769 i Ekebyborna församling, Ekebyborna pastorat. Han avled 6 april 1772 i Ekebyborna socken.

### Familj
Askeblad gifte sig 17 november 1757 med Anna Elisabeth Petersson (1724–1770). Hon var dotter till inspektorn Peter Jönsson och Brita Wangel på Gusum i Mogata socken. De fick tillsammans barnen Anna Brita (1758–1758), Eva Brita (1759–1759) och Jonas (född 1760).